# Massacre d'Izghe
Le massacre d'Izghe a lieu le 15 février 2014 pendant l'insurrection de Boko Haram.

## Déroulement
Le 14 février 2014, les habitants de la ville de Bama sont informés par des villageois de Gombale que des combattants de Boko Haram se sont rassemblés dans le village en vue d'une prochaine attaque sur la ville. Cette nouvelle provoque l'exode de centaines d'habitants qui prennent la direction de Maiduguri. Un des fuyards, nommé Usman Adam, déclare à l'AFP : « Tous les hommes valides, quelque 400 en tout, ont fui Maiduguri après que nous avons été mis en garde par des habitants de Gombale, de l'autre côté du fleuve, contre un rassemblement de Boko Haram dans la ville pour une attaque imminente de Bama. »
Le soir 15 février 2014, vers 21h30, des hommes armés entrent dans le village d'Izghe ou Izge Nguru, près de Bama. La plupart des combattants sont transportés par de six camions, d'autres utilisent des motos. Vêtus d'uniformes militaires, ils ne sont pas immédiatement identifiés comme des combattants de Boko Haram par les habitants.  
Ils commencent par demander aux hommes du village de se rassembler à un endroit, ces derniers sont ensuite « tailladés et massacrés ».
Selon Maina Ularamu, un responsable de la région, les assaillants « se sont emparés du village. Ils ont pillé les commerces et magasins d'alimentation et ont chargé leur butin dans des véhicules d'habitants et se sont enfuis dans la brousse. »
Le même jour, sept autres villages de l'État d'Adamawa sont également attaqués provoquant la fuite de 10 000 habitants. Quelques jours plus tard, ces attaques sont revendiquées par Boko Haram.

## Bilan humain
D'après Maina Ularamu, le massacre a fait plus de 60 morts dans un premier bilan. La majorité des victimes sont des chrétiens. Par la suite Ali Ndume, sénateur de l'État de Borno, déclare à l'AFP que selon ses informations, 106 personnes dont une femme âgée, ont été tuées lors de l'attaque. Selon le témoignage d'un habitant de Yazza, 25 personnes de son village ont été massacrées.
Selon le haut commissariat de l'ONU aux droits de l'homme, sept villages de l'État d'Adamawa ont été attaqués le même jour qu'Izghe et environ 65 personnes y ont été tuées. Au total, plus de 150 civils sont tués le 15 février lors de l'attaque de huit villages, sur les limites des états de Borno et d'Adamawa,.